# Portaveu
|  | No s'ha de confondre amb Portaveu (instrument musical). |

Un portaveu o portantveu és el responsable dins d'una organització per a dirigir-se als mitjans de comunicació. Pot ser el president, el conseller delegat, el director de relacions públiques, un periodista o un altre membre designat per l'organització per aquesta tasca. Els partits polítics i els grups parlamentaris també tenen portaveus que s'encarreguen d'establir la posició del seu grup en una determinada qüestió.